# Jan Goossens (Belgisch voetballer)
Jacobus Ludovicus (Jan) Goossens (Wilrijk, 7 juli 1914 - Wilrijk, 28 augustus 2001) was een Belgisch voetballer die als aanvaller speelde.
Goossens begon zijn loopbaan in 1927 bij de jeugd van FC Wilrijk en debuteerde in eerste ploeg in 1933 waarmee hij vanuit Promotie in het seizoen 1937/38 het tweede niveau behaalde. Tussen 1932 en 1938 speelde Goossens 134 competitiewedstrijden voor FC Wilrijk waarin hij 175 doelpunten maakte in zijn eerste periode. Hierna speelde hij tot 1949 voor Royal Olympic Club de Charleroi, in de Eerste klasse. Goossens bleef een veelvuldig scorende aanvaller die voor Olympic Charleroi tussen 1938 en 1949 in totaal 278 competitiewedstrijden speelde waarin hij 268 doelpunten maakte. In het seizoen 1943/44 werd hij met 34 doelpunten (in 28 wedstrijden) topscorer van de Eerste Klasse en in 47/48 met 25 doelpunten. Goossens speelde nog 3 seizoenen voor RAFC Lokeren in de lagere reeksen (Provinciaal) tot 1952 en FC Wilrijk voor hij in 1955 zijn loopbaan beëindigde.In totaal werd hij 6 keer topschutter in drie verschillende competities en was hij één der beste spitsen ooit in België zonder één A-interland te spelen.Zijn broer Frans speelde toen ook eerste ploeg bij FC Wilrijk, Tony Goossens is de zoon van Frans en ook Dirk Goossens is familie.